# Res (chanteuse)
Pour les articles homonymes, voir Res.
Res, de son vrai nom Shareese Renée Ballard, est une chanteuse et musicienne américaine, originaire de Philadelphie.

## Discographie
Albums studio
- 2001 : How I Do (MCA Records)
- 2009 : Black.Girls.Rock! (seules 1000 copies étaient disponibles et offertes sur le site de la chanteuse)
- 2011 : Habits of the Heart avec Idle Warship (Blacksmith Records/Fontana)
- 2012 : ReFried Mac Ep (Javotti Media)

Compilations
- 2010 : Party Robots (mixtape) avec Idle Warship
- 2011 : A Box of Chocolates (seulement téléchargeable sur le site de l'artiste)